# Ullrich Dießner
Ullrich Dießner (n. 27 decembrie 1954, Meißen, Saxonia, Germania) este un canotor ce a reprezentat Republica Democrată Germană, medaliat olimpic. A participat la 2 ediții ale Jocurilor Olimpice (1976, 1980) în care a câștigat o medalie de aur și o medalie de argint.